# Jaime Montaña
Montaña  Pascual est un nom espagnol. Le premier nom de famille, en général paternel, est Montaña ; le second, en général maternel, souvent omis, est Pascual.
Jaime Montaña Pascual, né en 1926 à Martorell (Barcelone) et mort le 6 mai 1990 dans la même ville, est un coureur cycliste espagnol, professionnel de 1946 à 1955.

## Palmarès
- 1949
  - 3e du championnat d'Espagne sur route indépendants
- 1950
  -  Champion d'Espagne sur route indépendants
  - 15eb étape du Tour du Portugal
  - 3e du GP Catalunya
- 1951
  - 3e du Grand Prix Pascuas
- 1953
  - Grand Prix Sniace
  - 5e étape du Tour de Catalogne

## Résultats sur les grands tours

### Tour d'Italie
- 1952 : abandon